# Huvudnivå (gruvdrift)
Huvudnivå är det djup där malm från brytningsnivåer ovan samlas upp och krossas före uppfordring via bergsspel, transportband och skipar.
Skip kallas en hiss som används för att lyfta malmen till marknivå och som syns som ett stort torn vid gruvans marknivå.